# Luce Pane
Pour les articles homonymes, voir Pane.
Luce Pane (née le 28 septembre 1955 à Lillebonne), est une femme politique, membre du Parti socialiste.

## Biographie
Fille d’un cheminot et d’une enseignante, elle s’installe avec sa famille à Sotteville-lès-Rouen dès 1959. Éducatrice spécialisée au centre hospitalier, elle s’investit tôt dans le monde associatif et syndical.
Adjointe au maire de Sotteville-lès-Rouen de 1989 à 2014, conseillère générale du canton de Sotteville-lès-Rouen-Ouest de 1998 à 2012, elle a été 4e vice-présidente du département de Seine-Maritime, chargée de la commission Habitat, logement, politique de la Ville.
Elle est candidate du Parti socialiste aux élections législatives des 10 et 17 juin 2012 dans la 3e circonscription de Seine-Maritime. À l'issue du 1er tour, elle arrive en tête du scrutin avec plus de 40 % des voix, devançant le candidat de Front de gauche, Hubert Wulfranc. Ce dernier effectue un désistement républicain, Luce Pane est donc la seule candidate présente au 2d tour. En 2014, elle est élue maire de Sotteville-lès-Rouen à l'issue d'une pentangulaire, face notamment à l'ancien maire récemment exclu du Parti Socialiste. À l'occasion des élections législatives de 2017, elle est battue dès le premier tour, arrivant en 4e position avec 14,3 % des suffrages, soit 4573 voix. (derrière les candidats LREM, PCF, qui sont qualifiés pour le second tour, et FN).

## Engagements politiques
Luce Pane a intégré le Parti socialiste en 1979 et l'est toujours actuellement. En tant que membre du Parti socialiste à Sotteville-lès-Rouen, elle a été secrétaire de la section qui comporte 480 adhérents jusqu'à ce qu'elle laisse sa place à d'autres personnes.
Elle a été membre du Conseil national du Parti socialiste, au titre de la motion A (Bertrand Delanoë) et du Bureau national de la Fédération des élus socialistes et républicains (FNSER).
Elle est membre de l’association Inventer à gauche, présidée par Michel Destot, cercle de réflexion d’inspiration rocardienne au sein du Parti socialiste.
Elle a été députée française de 2012 à 2017 et maire de Sotteville-lès-Rouen de 2014 à 2024. A cette époque, il était possible de cumuler les fonctions de députée et de maire. En mars 2024, elle a annoncé sa démission de sa fonction de maire pour laisser la place à son ancien premier adjoint, Alexis Ragache et a décidé de redevenir conseillère municipale et de rester vice-présidente de la Métropole de Rouen Normandie.

## Fonctions électives
- Maire de Sotteville-lès-Rouen de 2014 à 2024, élue au sein de l'équipe municipale depuis 1989[7].
- Conseillère communautaire de Métropole Rouen-Normandie (CREA auparavant) de 2012 à ce jour [8] et actuellement, vice-présidente de la métropole de Rouen en charge de l'Énergie, la sobriété énergétique et les déchets.
- Conseillère générale du canton de Sotteville-lès-Rouen-Ouest de 1998 à 2012 [9].
- Vice-présidente du conseil général de la Seine-Maritime, aux côtés de Didier Marie de 2004 à 2012, chargée de la présidence de la commission Habitat, logement, politique de la Ville, Égalité des droits et participation des habitants.
- Députée de la troisième circonscription de la Seine-Maritime du 20 juin 2012 à 2017, après avoir été la suppléante à l'Assemblée nationale de M. Pierre Bourguignon de 2002 à 2007[10].